# 錦囊妙計
《錦囊妙計》（英語：Pocketful of Miracles）是1961年的一部美國喜劇電影，主演是格倫·福特和貝蒂·戴維斯，導演是法蘭克·卡普拉。這部電影也是法蘭克·卡普拉導演的最後一部電影。彼得·福克憑藉這部電影獲得奧斯卡最佳男配角獎提名。錦囊妙計是1933年電影《一日貴婦》的翻拍作品。1989年電影《奇蹟》系翻拍自這部電影。